# のしろ (護衛艦・2代)
のしろ（ローマ字：JS Noshiro, FFM-3）は、海上自衛隊の護衛艦。もがみ型護衛艦の3番艦。艦名は米代川の下流の別名である能代川に由来する。この名を受け継いだ日本の艦艇としては、旧海軍の阿賀野型軽巡洋艦「能代」、海上自衛隊のちくご型護衛艦「のしろ」に続き3代目にあたる。
本記事は、本艦の艦暦について主に取り扱っているため、性能や装備等の概要についてはもがみ型護衛艦を参照されたい。

## 艦歴
中期防衛力整備計画に基づく令和元年度計画護衛艦として、三菱重工業に発注され、2020年7月15日に三菱重工業長崎造船所で起工、2021年6月22日に「のしろ」と命名され、進水した。進水後は艤装工事と海上公試を行い、2022年12月15日に就役し、護衛艦隊直轄第13護衛隊に編入され、佐世保基地に配備された。
2023年9月30日から10月7日にかけて、関東南方から東シナ海において護衛艦「ゆうだち」とともに日米共同訓練に参加した。米海軍からは空母「ロナルド・レーガン」、巡洋艦「アンティータム」・「ロバート・スモールズ」、駆逐艦「シャウプ」が参加し、各種戦術訓練（LINKEX等）、PHOTOEXを実施した。また、同年10月16日から18日にかけて東シナ海において、米海軍空母「ロナルド・レーガン」、巡洋艦「アンティータム」・「ロバート・スモールズ」、 駆逐艦「シャウプ」と各種戦術訓練（LINKEX等）の日米共同訓練を実施した。
2023年11月29日、屋久島沖米軍オスプレイ墜落事故に伴い自主派遣。墜落から約2時間40分後の17時19分に佐世保基地を出港。翌11月30日の深夜1時9分に現着し、以後、同じく自主派遣された艦艇や自衛隊部隊、海上保安庁などと共に12月4日まで捜索救難活動に従事。機体の一部などを発見揚収するなどした。その後、12月12日12時に捜索活動に再投入され、12月13日まで艦載機のSH-60K回転翼哨戒機も運用しつつ捜索に従事した。
2024年6月11日、令和6年度インド太平洋方面派遣（IPD24）第3水上部隊として佐世保基地から出港した。同年7月1日から2日にかけて、フィジー沖からトンガ沖に至る南太平洋において、イギリス海軍哨戒艦「テイマー」、オーストラリア海軍揚陸艦「チョールズ」とともに日英豪共同訓練を実施した。訓練項目は戦術運動、人員交流及びPHOTOEX。同年7月2日から7月8日の間、トンガ王国のヌクアロファに寄港し、7月4日にヌクアロファ沖で実施されたトンガ海軍国際観艦式に参加した。同年7月10日から11日にかけてヌメア沖においてフランス海軍フリゲート「ヴァンデミエール」と日仏共同訓練（オグリ・ヴェルニー24‐3）を実施した。訓練項目は各種戦術訓練（対空戦、LINKEX、戦術運動）及びPHOTOEX。 
2025年2月12日にオーストラリア派遣が発表され、同月17日から同年4月3日にかけて「自由で開かれたインド太平洋」の実現に資するべく実施される令和7年豪州方面派遣訓練に参加する。オーストラリア連邦及びフィリピン共和国に寄港する予定で各国海軍等と共同訓練等を実施する予定。2月25日、モルッカ海峡においてインドネシア海軍哨戒艇「マディディハン」と日インドネシア親善訓練（通信訓練）を実施した。同年3月3日、ダーウィン沖においてフランス海軍フリゲート「ヴァンデミエール」と日仏共同訓練（オグリ・ヴェルニー25）を実施した。訓練項目は各種戦術訓練（近接運動、CROSS DECK、戦術運動）及びPHOTOEX。同年3月26日にフィリピンのルソン島中部にあるスービック海軍基地に寄港し、3月28日には南シナ海において実施された日米比共同訓練に参加した。米海軍からはミサイル駆逐艦「シャウプ」、P-8Aが、フィリピン海軍からはフリゲート「ホセ・リサール」、C-90が参加し、各種戦術訓練を実施した。

### 歴代艦長
進水時点では、クルー制導入のため艤装員長は決められなかった。
| 代 | 氏名     | 在任期間              | 出身校・期 | 前職           | 後職 | 備考 |
| -- | -------- | --------------------- | ---------- | -------------- | ---- | ---- |
| 1  | 渡邊真史 | 2022.12.15 - 2024.3.3 |            | のしろ艤装員長 |      |      |
| 2  | 堀 哲暢  | 2024.3.4 - 2025.4.20  | 防大49期   |                |      |      |
| 3  | 福岡弘晃 | 2025.4.21 -           |            |                |      |      |

## ギャラリー

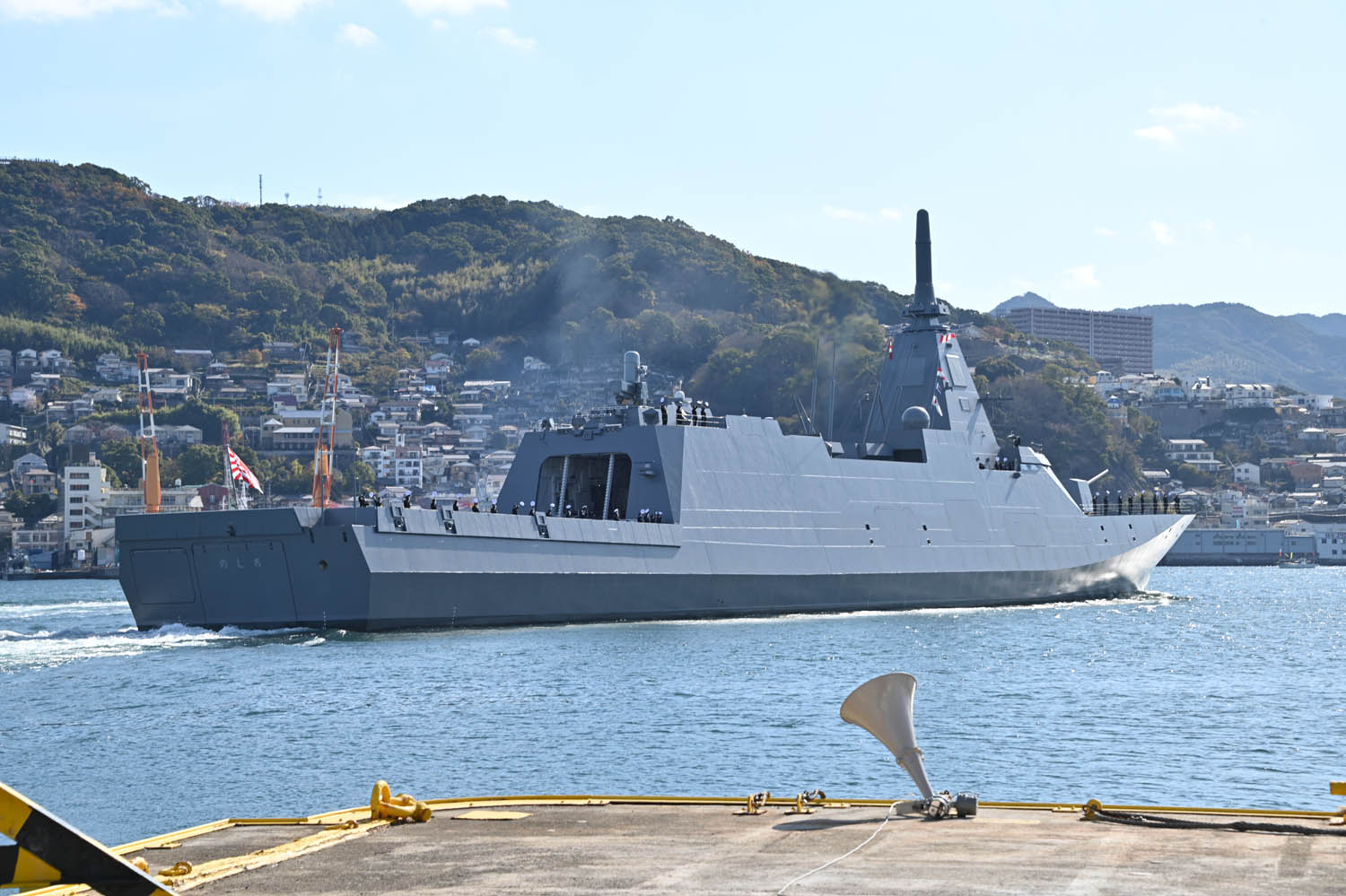
引渡式・自衛艦旗授与式を終え、三菱重工業長崎造船所を後にする「のしろ」
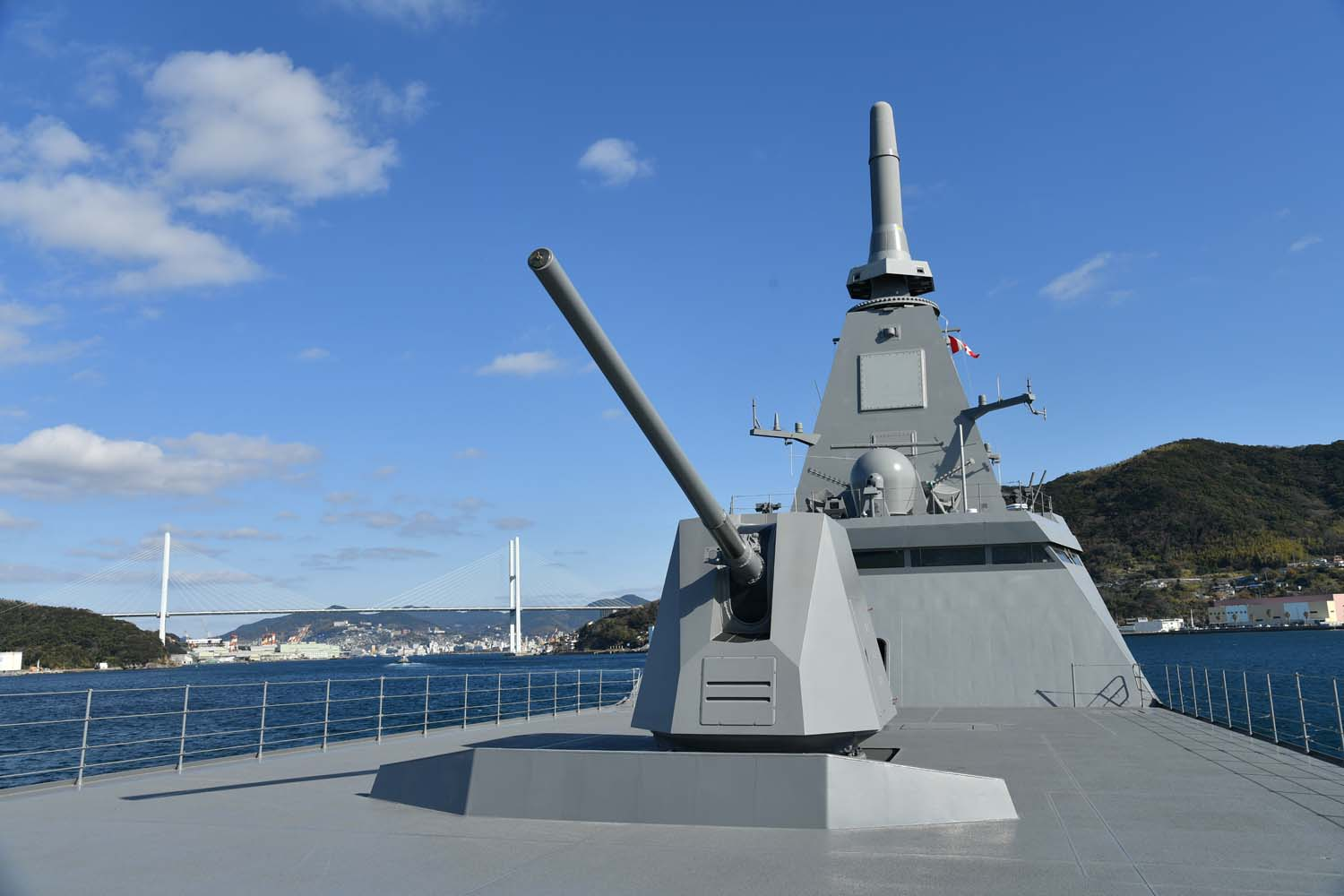
「のしろ」の主砲
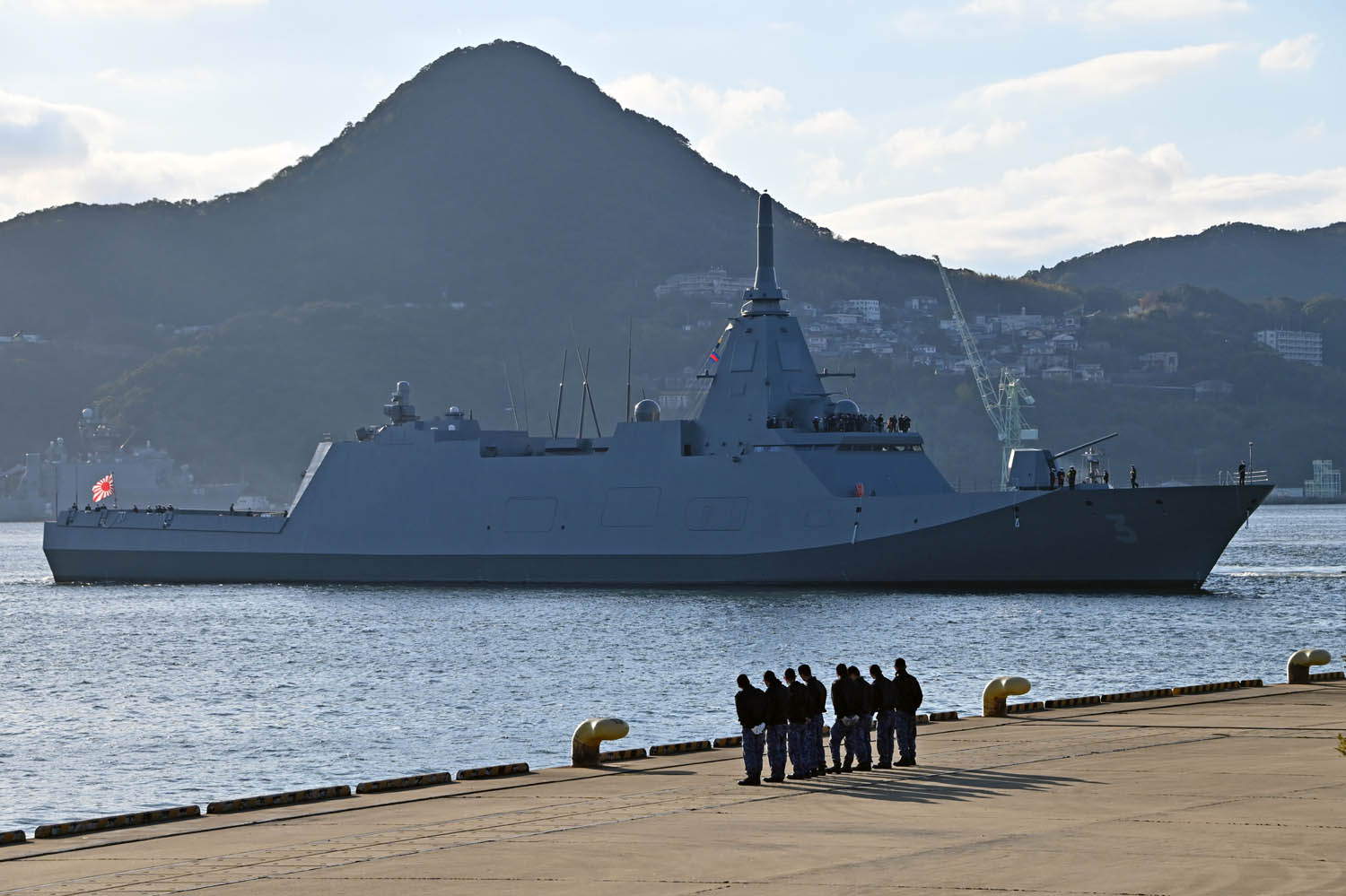
「のしろ」が入港する様子
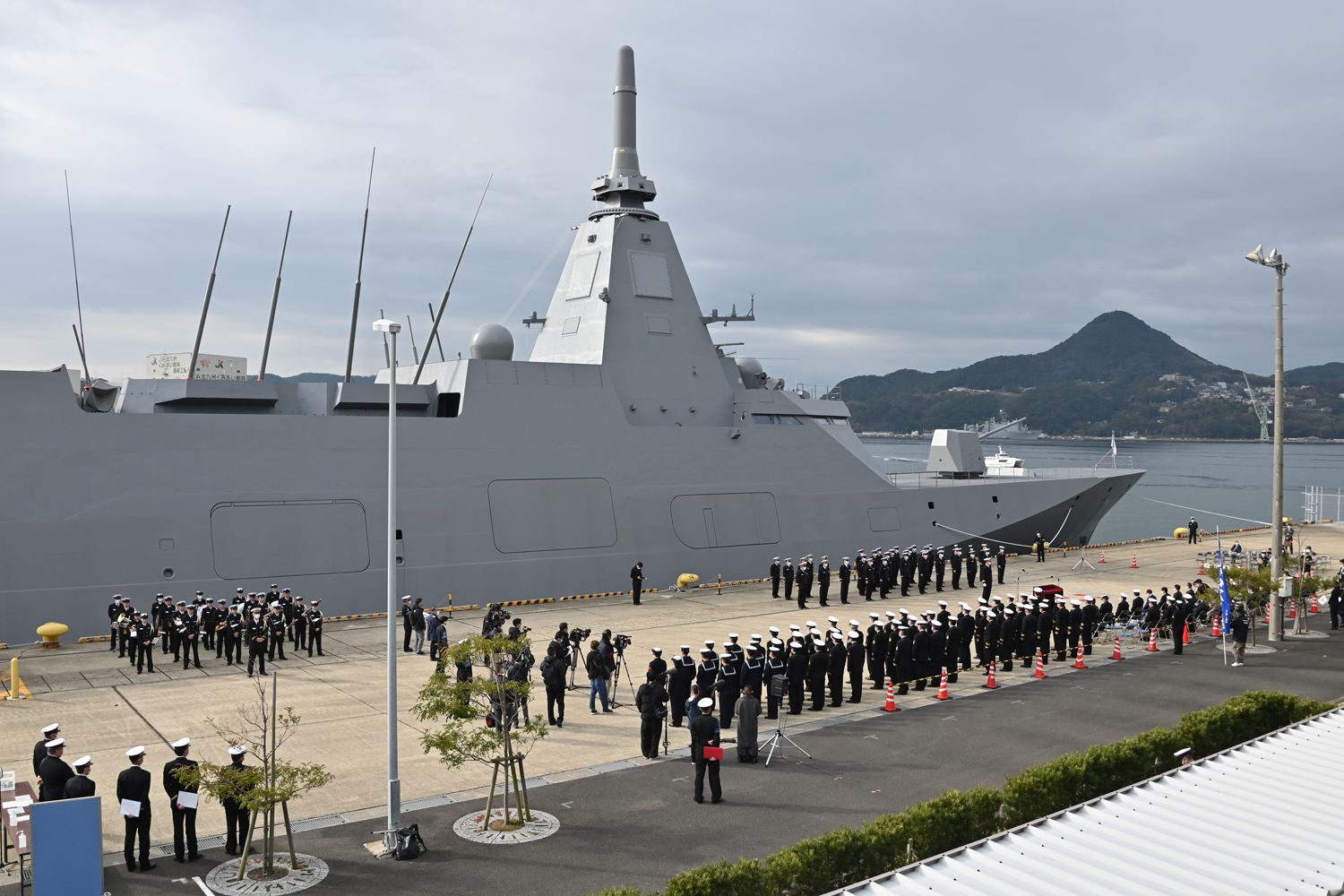
「のしろ」の佐世保への初入港
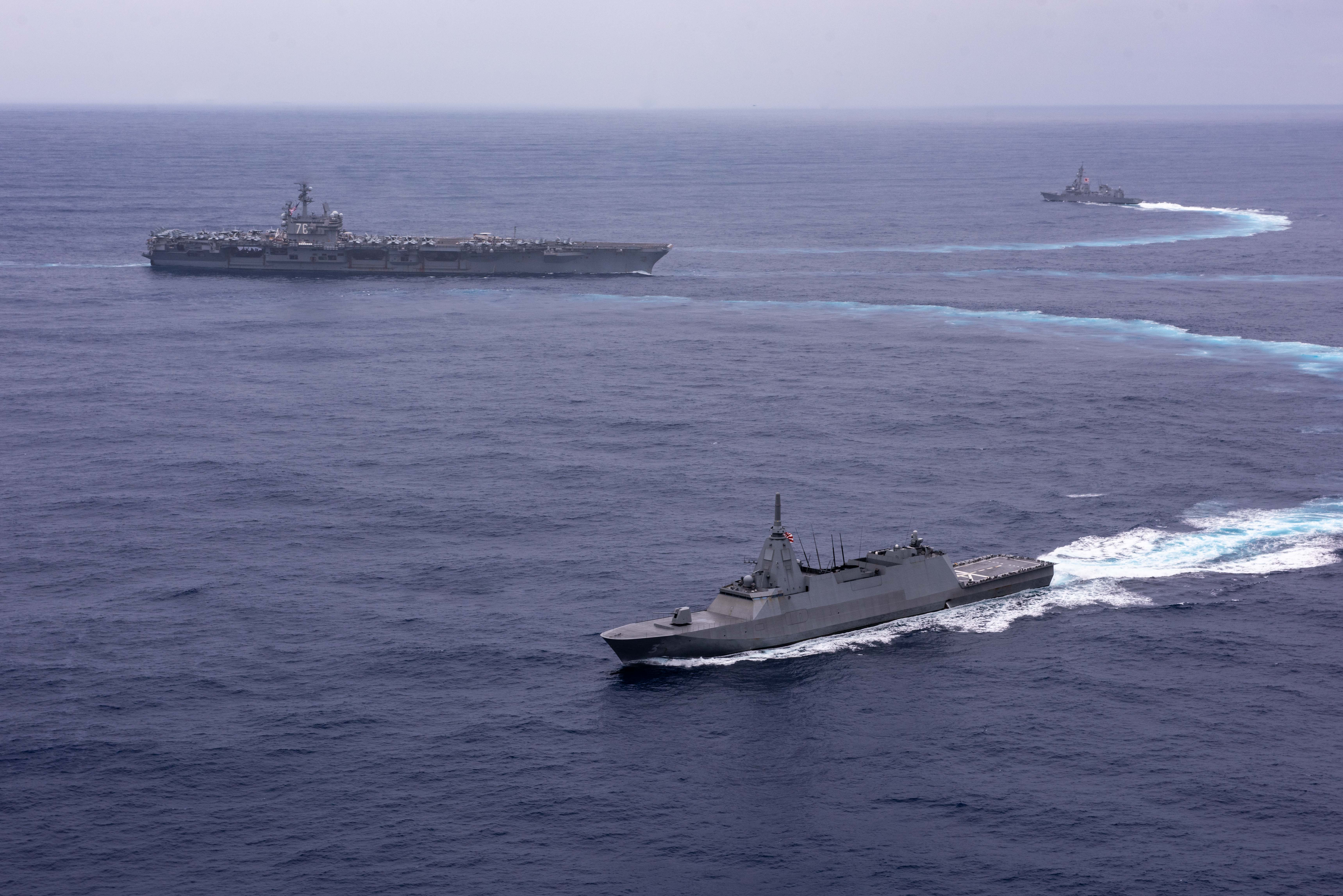
日米共同訓練を実施中の「のしろ」と米空母「ロナルド・レーガン」
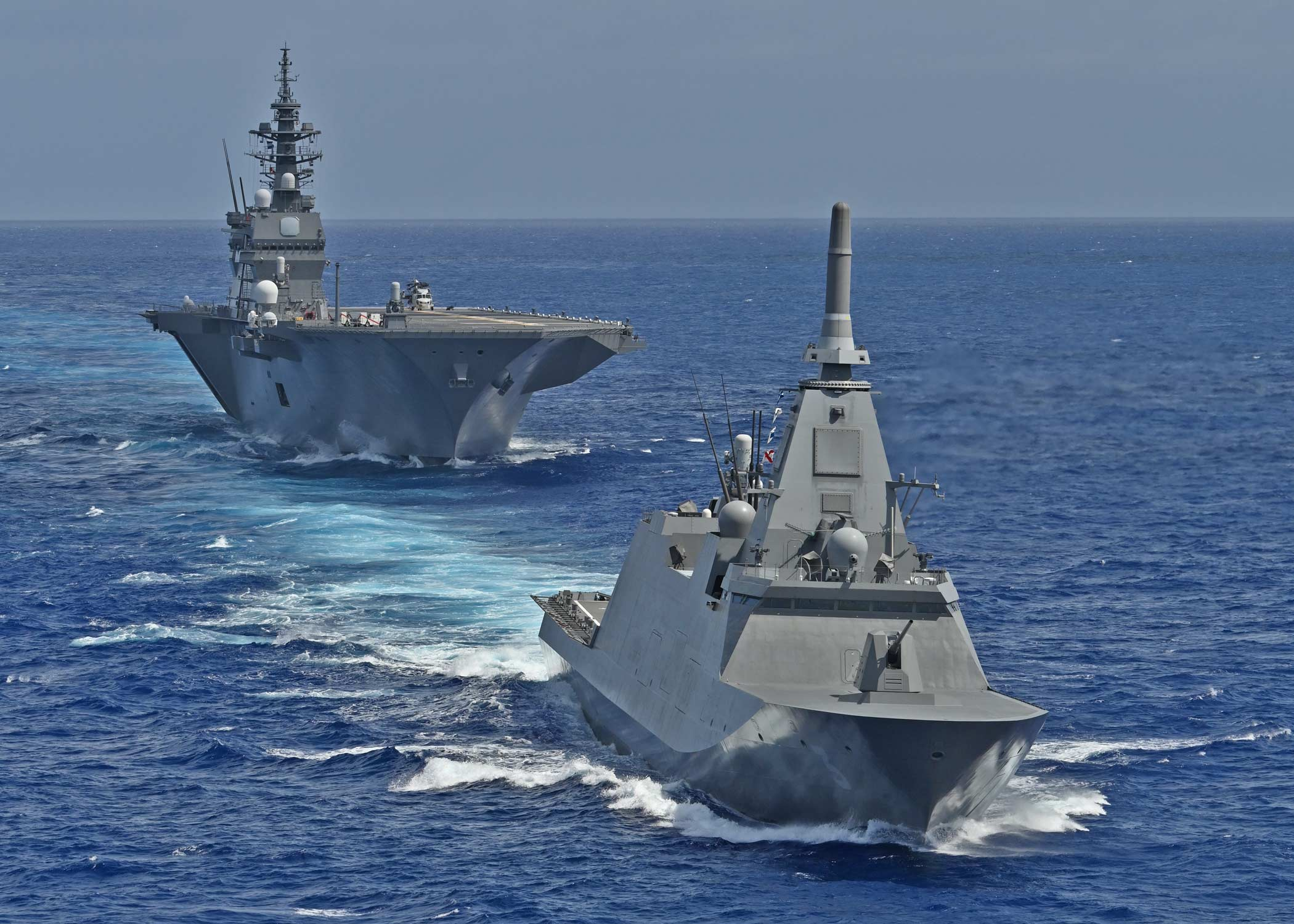
洋上を往く「のしろ」と後方は「いずも」